# Елена Драгаш
Елена Драгаш (на сръбски: Јелена Драгаш, на гръцки: Ἑλένη Δραγάση; * ок. 1372; † 23 май 1450) е византийска императрица, съпруга на император Мануил II Палеолог и майка на последните двама византийски императори Йоан VIII Палеолог и Константин XI Драгаш.

## Биография
Дъщеря е на Константин Деян, владетел на Велбъжд, и първата му неизвестна съпруга.
На 10 февруари 1392 г. Елена Драгаш се омъжва за византийския император Мануил II Палеолог. Двамата имат няколко деца, списъка на които предава хронистът Сфранцес:
- Неизвестна дъщеря
- Константин Палеолог, починал млад
- Йоан VIII Палеолог (1392 – 1448), византийски император (1425 – 1448)
- Андроник Палеолог (?-ок. 1429), деспот, управител на Солун (1408 – 1423)
- Втора неизвестна дъщеря
- Теодор II Палеолог (?-1448), деспот на Морея
- Михаил Палеолог
- Константин XI Драгаш (1405 – 1453), последния византийски император (1448 – 1453)
- Димитрий Палеолог (1407 – 1470), деспот на Морея
- Тома Палеолог (1409 – 1465), деспот на Морея

Мануил II Палеолог умира на 21 юли 1425 г., а Елена Драгаш го надживява с 25 години. Тя постъпва в манастир с монашеското име Хипомона (Ὑπομονὴ).
Елена Драгаш умира на 23 май 1450 г. в Константинопол.